# Atlantische Hurrikansaison 2022
Die Atlantische Hurrikansaison 2022 begann offiziell am 1. Juni 2022 und endete offiziell am 30. November 2022. Während dieser Periode bilden sich üblicherweise im nördlichen Atlantischen Ozean die meisten Hurrikane, da nur zu dieser Zeit geeignete Bedingungen wie ein erwärmter Ozean, feuchte Luft und wenig Windscherung vorherrschen, welche die Bildung tropischer Wirbelstürme ermöglichen. Seit Beginn der Atlantischen Hurrikansaison 2017 kann das US-amerikanische National Hurricane Center (NHC) Warnungen zu Störungen herausgeben, die noch keine tropischen Eigenschaften aufweisen, bei denen für eine tropische Zyklogenese jedoch ein hohes Potenzial besteht und innerhalb von 48 Stunden Sturm- oder Hurrikanbedingungen für bewohnte Gebiete erwartet werden. Solche Systeme werden als Potential tropical cyclone bezeichnet.
Das National Hurricane Center (NHC) begann im Jahr 2021 damit, bereits ab dem 15. Mai regelmäßige Tropical Weather Outlooks herauszugeben, und damit zwei Wochen früher als zuvor. Die Änderung erfolgte, weil sich in den vorangegangenen sechs Jahren Stürme vor dem offiziellen Start der Hurrikansaison gebildet hatten.
Die Saison verursachte außerordentlich schwere Schäden, insbesondere in Florida. Mit 14 Stürmen, acht Hurrikans und zwei schweren Hurrikans verlief die Saison hinsichtlich der Anzahl von Stürmen und Hurrikans zwar durchschnittlich und hinsichtlich der Anzahl schwerer Hurrikans sowie der kumulierten Sturmenergie sogar unterdurchschnittlich, aufgrund der großen Zerstörungen, die insbesondere der Hurrikan Ian, aber auch Fiona und Nicole verursachten, wird jedoch geschätzt, dass die Saison zu den fünf zerstörerischsten seit Beginn der Aufzeichnungen zählt. Der folgenreichste Hurrikan war Ian, der gemäß NOAA Schäden in Höhe von rund 113 Mrd. US-Dollar anrichtete und alleine in den USA 152 Menschen das Leben kostete. Damit war Ian nach Hurrikan Katrina 2005 und Hurrikan Harvey 2017 der kostspieligste Hurrikan in der US-Geschichte.

## Saisonvorhersagen
Vor und während der Hurrikansaison erstellen mehrere nationale Wetterdienste, meteorologische Institute und Hurrikanexperten Vorhersagen zu deren erwartetem Verlauf. Darunter sind Vorhersagen des US-amerikanischen Climate Prediction Center der National Oceanic and Atmospheric Administration (NOAA), Tropical Storm Risk (TSR), das britische Met Office (UKMO), sowie Wissenschaftler an der Colorado State University (CSU), der Arizona State University (AU) und der North Carolina State University (NCSU). Die Vorhersager berücksichtigen dabei wöchentliche und monatliche Veränderungen signifikanter Faktoren, um die Zahl der benannten tropischen Stürme, Hurrikane und schweren Hurrikan vorherzusagen. Nach den Angaben von NOAA und CSU umfasst die durchschnittliche atlantische Hurrikansaison in der derzeit signifikanten Periode zwischen 1991 und 2020 ungefähr 14 tropische Stürme, sieben Hurrikane und drei schwere Hurrikane und erreicht eine Accumulated Cyclone Energy (ACE) von 72–111. Grob gesprochen ist der ACE-Index ein Maß, um die Kraft eines tropischen oder subtropischen Sturms über die Dauer seiner Existenz anzugeben, wobei nur volle sechsstündige Intervalle berücksichtigt werden. Phasen, in denen der Sturm kein Sturm ist oder nicht tropisch oder subtropisch ist, werden nicht mitgerechnet. Die NOAA kennzeichnet Hurrikansaisons normalerweise abhängig vom kumulierten ACE-Index als überdurchschnittlich, durchschnittlich oder unterdurchschnittlich, berücksichtigt allerdings in Einzelfällen auch, wie viele tropische Stürme, Hurrikane und schwere Hurrikane sich gebildet haben.
Im Mai 2022 lagen die Meeresoberflächentemperaturen in großen Teilen des Golfs von Mexiko bei 27–28 °C und damit ca. 0,5 bis 1,5 °C höher als im Durchschnitt der Jahre 1981–2010. Auch wies das Meer in tieferen Schichten eine große Wärmeenergie auf. Diese Bedingungen erhöhen das Potential für starke Hurrikane im Golf von Mexiko.

### Vorsaisonale Vorhersagen
Den Reigen der Vorhersagen eröffnete am 9. Dezember 2021 die Colorado State University. Sie sagte eine leicht überdurchschnittliche Aktivität mit 13–16 benannten Stürmen, 6–8 Hurrikanen und 2–3 schweren Hurrikanen sowie einem ACE-Wert von etwa 124 voraus. Am darauffolgenden Tag gab Tropical Storm Risk seine langfristige Vorhersage bekannt.
Die NOAA verkündete am 24. Mai 2022, sie erwarte zu 65 % eine überdurchschnittlich, zu 25 % eine normale und zu 10 % eine unterdurchschnittlich aktive atlantische Hurrikansaison.

## Systeme

### Tropischer Sturm Alex
Am 2. Juni 2022 begann das National Hurricane Center Warnungen bezüglich des potentiellen Tropischen Sturms Eins herauszugeben, einem System, das sich zu diesem Zeitpunkt ca. 120 km nordnordwestlich der mexikanischen Insel Cozumel befand. Entstanden ist es aus den Überresten des pazifischen Hurrikans Agatha, die sich nach dem Zug über Mexiko mit einem größeren Tiefdruckgebiet vereinigten, das über Zentralamerika und der westlichen Karibik lag. Bei diesem System handelte es sich zunächst noch nicht um einen voll ausgebildeten tropischen Wirbelsturm. Eine Entwicklung zum Tropensturm wurde erwartet. Für Teile Kubas und Floridas wurden Vorabwarnungen herausgegeben. Unter anderem wurde vor Starkregen gewarnt, der im Westen Kubas zwischen 150 und 250 Litern Niederschlag pro Quadratmeter betragen kann, lokal bis 350 Liter, und damit das Risiko lebensbedrohlicher Überschwemmungen und Erdrutsche mit sich bringt.
Das System brachte schwere Niederschläge in Kuba und Südflorida. Im Großraum Miami fielen vielfach über 250 Liter pro Quadratmeter, sodass dort viele Menschen aus den Wassermassen gerettet werden musste. Bei Paso Real de San Diego auf Kuba wurden sogar 300 Liter registriert. Bei den intensiven Niederschlägen kam es zu zahlreichen Überschwemmungen in Kuba. Vor allem in der Hauptstadt Havanna kam es mit Stand 4. Juni zu 111 Hauseinstürzen, davon zwei komplett. Drei Menschen kamen ums Leben. Etwa 4000 Menschen verloren ihre Behausung.
Am 4. Juni 2022 traf das System in Südflorida auf Land, ohne zu diesem Zeitpunkt bereits als tropischer Sturm klassifiziert worden zu sein. Am Morgen des 5. Juni wurde das System als Tropischer Sturm klassifiziert und bekam den Namen Alex.
Am 6. Juni zog der Sturm zunächst an Bermuda vorbei, das stürmischen Winden ausgesetzt war und wo Regen fiel, bevor er der Sturm zu einem posttropischen System herabgestuft wurde.

### Tropischer Sturm Bonnie
Am 27. Juni 2022 begann das National Hurricane Center Warnungen bezüglich des potentiellen Tropischen Sturms Zwei herauszugeben, das zu diesem Zeitpunkt in Richtung der Inseln über dem Winde zog. Aufgrund seiner hohen Zuggeschwindigkeit sowie seine Nähe zur Küste Südamerikas gelang es dem System bis zum 30. Juni nicht, sich zu einem tropischen Sturm mit geschlossener Zirkulation zu entwickeln. Am 1. Juli 2022 wurde das System zum Tropischen Sturm Bonnie heraufgestuft. Am Abend des 1. Juli 2022 traf Bonnie als Tropensturm mit Windgeschwindigkeiten von 85 km/h nahe der Grenze Costa Ricas und Nicaraguas auf Land. In den beiden Staaten wurde vor Niederschlagsmengen zwischen 100 und 200 Litern pro Quadratmeter, lokal bis zu 300 Liter, gewarnt, die Sturzfluten und Erdrutsche auslösen können. Auch wurde eine Sturmflut mit einer Höhe bis ca. 1 Meter über dem normalen Pegelstand erwartet. Fünf Menschen starben infolge des Sturm, vier in Nicaragua und einer in El Salvador.
Bei Landfall hatte der Sturm bereits eine Eyewall ausgebildet und befand sich in einer Stärkungsphase zum Hurrikan, die durch den Landfall unterbrochen wurde. Anschließend zog Bonnie als Tropensturm über Nicaragua hinweg in den Pazifik und ist somit der erste benannte Sturm seit Hurrikan Otto im Jahr 2016, der als solcher vom Atlantik in den Pazifik übertrat. Dort entwickelte Bonnie sich zwischenzeitlich bis zum Kategorie-3-Hurrikan, bevor das System am 9. Juli posttropisch wurde.
Mindestens 5 Menschen starben durch den Hurrikan.

### Tropischer Sturm Colin
Am 2. Juli 2022 bildete sich an Land nahe der Küste von South Carolina der Tropische Sturm Colin. Colin ist damit statistisch der erste Sturm der Saison, der auf die US-Küste traf. Erwartet werden Regenfälle zwischen 25 und 50 Litern pro Quadratmeter in North und South Carolina, lokal bis 100 Liter. Am 3. Juli löste sich das System im Nordosten North Carolinas auf, nachdem es zuvor bereits zum tropischen Tief herabgestuft worden war. Es gab keine dokumentierten Schäden, jedoch ertrank an einem Strand in North Carolina ein Mann durch die vom Sturm verursachte starke Brandung.

### Potentieller Tropischer Sturm Vier
Am 19. August 2022 begann das National Hurricane Center Warnungen bezüglich des potentiellen Tropischen Sturms Vier, der sich zu diesem Zeitpunkt im südwestlichen Golf von Mexiko befand und in nordnordwestliche Richtung zog, herauszugeben. Mexiko und Texas gaben eine Tropensturmwarnung heraus. Das System traf am 20. August 2022 auf die Küste Mexikos, ohne sich vorher zum tropischen Tief oder Sturm organisiert zu haben.

### Hurrikan Danielle
Am Morgen (Ortszeit) des 1. September 2022 warnte die NOAA vor dem potentiellen tropischen Sturm Fünf, der auf dem offenen Atlantik in Höhe des 38. Breitengrades sehr langsam ostwärts zog. Noch am gleichen Tag entwickelte dieser sich zum Sturm Danielle. Am 2. September 2022 erreichte der zu dieser Zeit nahezu ortsfeste Sturm mit einem Zentrum über 1400 km westlich der Azoren Hurrikanstärke. Am 3. September schwächte Danielle sich vorübergehend zum Tropensturm ab und erreichte am nächsten Tag wieder Hurrikanstärke. Am 8. September, nach einer deutlichen Zunahme der Zuggeschwindigkeit jenseits des 45. Breitengrades angelangt, verlor sie an Kraft und wurde zum Tropensturm herabgestuft. Gegen Mittag Ortszeit war sie 1800 km östlich von Neufundland zu einem posttropischen System geworden. Ausläufer von Danielle ohne Schadenspotential könnten am 13. September sogar den Nordwesten der iberischen Halbinsel erreichen.

### Hurrikan Earl
Am 2. September 2022 bildete sich östlich der Inseln über dem Winde der Tropische Sturm Earl. Vom 6. auf den 7. September erhöhte sich seine Windgeschwindigkeit rasch um etwa 20 Knoten, so dass er etwa 800 km nördlich von Puerto Rico Hurrikanstärke erreichte. Es wurde erwartet, dass Earl auf dem offenen Atlantik nach Nordosten zieht und somit weit von den Küsten in der Karibik und der USA entfernt bleibt. Der örtliche Wetterdienst gab eine Tropensturmwarnung für die Bermuda-Inseln heraus. Earl zog in der Nacht vom 8. zum 9. September etwa 150 km südöstlich des Archipels vorüber. Dieser kam glimpflich davon. Es gab etwa 1300, meist vorübergehende, Stromausfälle und weniger als 12 mm Regen. Am Abend des 10. Septembers wurde Earl posttropisch.

### Hurrikan Fiona

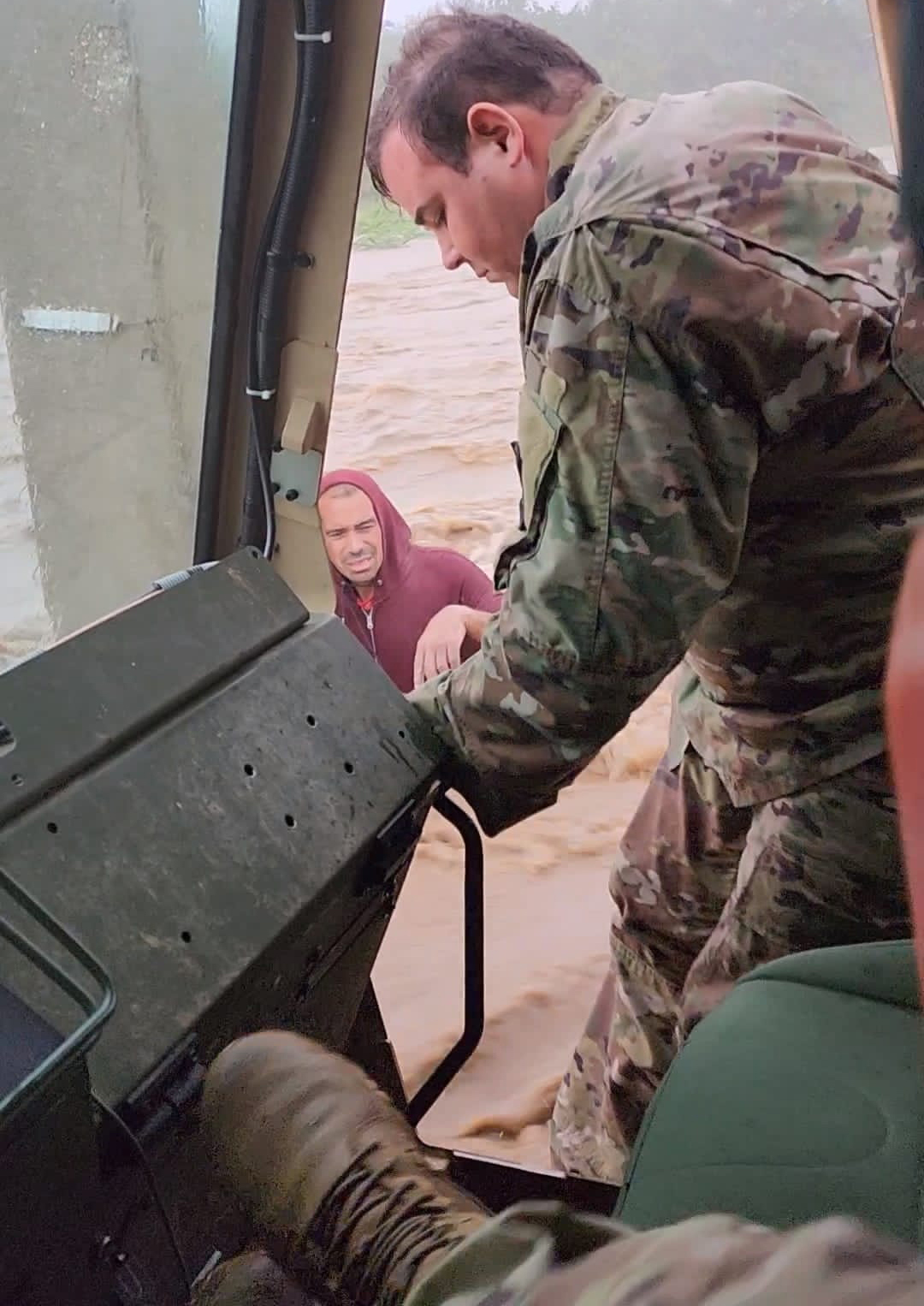
Rettungseinsatz der Nationalgarde von Puerto Rico

Am 14. September 2022 bildete sich östlich der Inseln über dem Winde das tropische Tief Sieben. Dieses verstärkte sich am 15. September zu einem tropischen Sturm. Am 16 und 17. September zog der Sturm über Guadeloupe und weitere Inseln der nördlichen Karibik und bewegte sich anschließend in Richtung Puerto Rico. Das National Hurricane Center warnte vor schweren Regenfällen zwischen 300 und 400 Liter pro Quadratmeter, lokal bis 500 Liter, die lebensbedrohliche Fluten und Überschwemmungen verursachen können. Zudem wurde vor einer Sturmflut bis etwa ein Meter Höhe gewarnt.
Auf Guadeloupe starb ein Mann in den Wassermassen. Eine Straßenbrücke wurde dort weggerissen, Autos wurden fortgeschwemmt und viele Häuser überflutet. Bereits vor Eintreffen des Sturms kam es zu größeren Stromausfällen auf Puerto Rico, von denen mehr als 30.000 Haushalte und Unternehmen betroffen waren. Am Vormittag (Ortszeit) des 18. September zog das Auge von Fiona etwa 100 km südlich von Puerto Rico vorbei. Dort erreichte sie am späten Vormittag Hurrikanstärke. Bei Windgeschwindigkeiten von bis zu 140 km/h brach das ohnehin unzuverlässige Stromnetz Puerto Ricos ganz zusammen, es gab Erdrutsche und wurde eine erst nach dem Hurrikan „Maria“ 2017 neu erbaute Brücke weggerissen. Bis zum 19. September morgens (Ortszeit) fielen in einigen Regionen der Insel bis zu 600 l/m² Niederschlag. US-Präsident Biden rief den Notstand für Puerto Rico aus. Infolge der aus der Hurrikankatastrophe von 2017 gezogenen Konsequenzen gilt die Insel jetzt als besser auf solche Unwetter vorbereitet. Dennoch hatten 80 % der Bewohner zwei Tage nach dem Vorbeizug von Fiona immer noch keinen Strom.
Meteorologen rechneten mit bis zu 250 Liter Regen pro Quadratmeter auch in der Dominikanischen Republik und einer weiteren Intensivierung des Wirbelsturms. Beispielsweise betrug die Wassertemperatur am 18. September in 2,1 m Tiefe an der Messstation Mayagüez an der Westküste Puerto Ricos 86 Grad Fahrenheit = 30 °C. Auch in der Dominikanischen Republik kam es zu großflächigen Stromausfällen, die mindestens 400.000 Menschen betrafen. Am 20. September zog Fiona als Kategorie 3-Hurrikan über die Turks- und Caicosinseln und brachte heftigen Regen.
Am 21. September wurde Fiona zu einem Kategorie 4-Hurrikan.
Am frühen Morgen (Ortszeit) des 23. September passierte Fiona die Bermuda-Inseln als Stufe 3-Hurrikan in etwa 250 km Abstand und sorgte bei Windgeschwindigkeiten von bis zu 166 km/h auf den Inseln für Stromausfälle bei 29000 Einwohnern. Größere Schäden wurden nicht gemeldet, da die Bauweise der Häuser an das häufige Auftreten von Hurrikanen angepasst ist.
Am 24. September wurde Fiona posttropisch, traf an diesem Tag aber immer noch mit Hurrikanstärke auf die Küste von Nova Scotia und brachte eine Sturmflut und schwere Regenfälle über die Region. Die NOAA warnte vor heftigen Stürmen und Regenfällen auch in den übrigen Atlantischen Provinzen. Es wurden Flutwellen bis über 1,5 m Höhe erwartet.
Der Sturm traf zwischen Canso und Guysborough auf Land. Der Wetterdienst maß Windspitzen von über 160 km/h und mit 950,5 hPa einen der niedrigsten Luftdrücke eines in Kanada auf Land treffenden Sturms seit Beginn der Aufzeichnungen (der tiefste jemals in Kanada gemessene Luftdruck beträgt 940 hPa). Es kam zu großflächigen Stromausfällen; auf Prince Edward Island brach das Stromnetz komplett zusammen. Insgesamt waren in Nova Scotia und Prince Edward Island mehr als 440.000 Haushalte ohne Strom. Am stärksten wurde Port aux Basques vom Sturm getroffen und teilweise überflutet. Dabei wurden mehrere Häuser und ein Apartmentgebäude ins Meer hinaus gespült, zudem mehrere Straßen unterspült. Der Bürgermeister erklärte den Notstand und ordnete Evakuierungen an.
Mindestens 31 Menschen starben durch den Hurrikan. In der Karibik kamen mindestens 19 Personen ums Leben, sechzehn Menschen in Puerto Rico, zwei in der Dominikanischen Republik und einer in Guadeloupe.

### Tropischer Sturm Gaston
Am 20. September entstand das Tropische Tief Acht etwa 1800 km östlich der Bermuda-Inseln. Es verstärkte sich noch am gleichen Tag zum tropischen Sturm Gaston. Am 23. September näherte er sich den Azoren, wo zwischen 50 und 150 Liter Regen pro Quadratmeter erwartet wurde, lokal auch mit höheren Werten. Das National Hurricane Center warnte vor Überschwemmungen und Erdrutschen. In der Nacht zum 26. September wurde Gaston posttropisch.

### Hurrikan Ian

#### Verlauf
Am 23. September bildete sich in der Karibik, etwa 400 km südlich der Dominikanischen Republik, das Tropische Tief Neun das am 24. September zwischen Jamaika und der Nordspitze Kolumbiens zum tropischen Sturm heraufgestuft wurde. Der Sturm bewegte sich zunächst an Jamaika, den Cayman Islands und Kuba vorbei, während er sich rapide intensivierte. Am 26. September wurde der Sturm zunächst zum Kategorie-1-Hurrikan und intensivierte sich schon am späten Nachmittag des gleichen Tages weiter zum Kategorie-2-Hurrikan. Um 2:30 Uhr Ortszeit des nächsten Tages wurde Ian zur Kategorie 3 hochgestuft. Zu dieser Zeit befand sich das Zentrum des Hurrikans wenige Kilometer südlich der zu Kuba gehörenden Inselgruppe Cayos San Felipe. Ians Intensivierung lief dabei schneller ab als bei jedem anderen Sturm der atlantischen Hurrikansaison 2022.

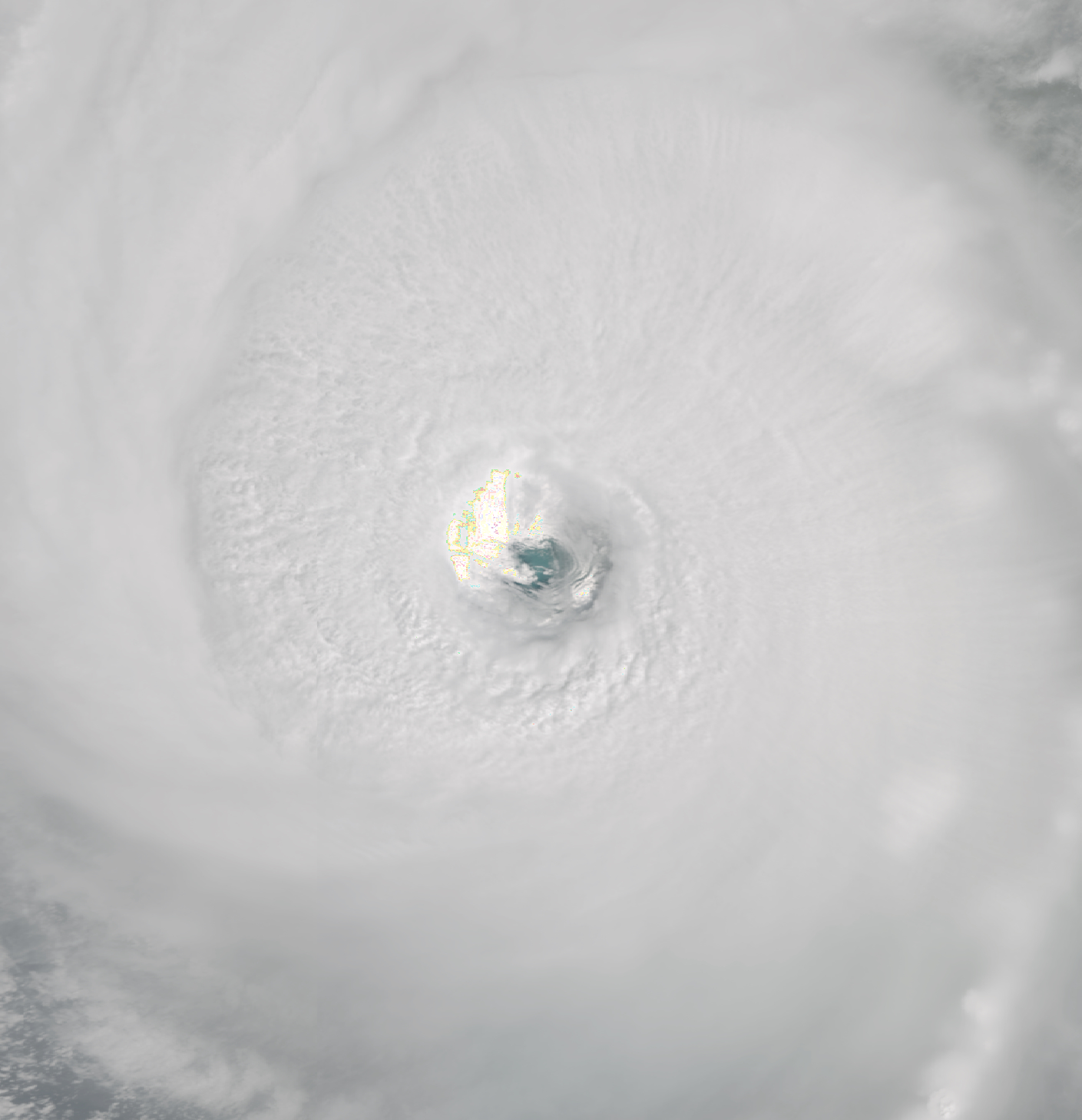
Auge von Ian (28. September 2022)

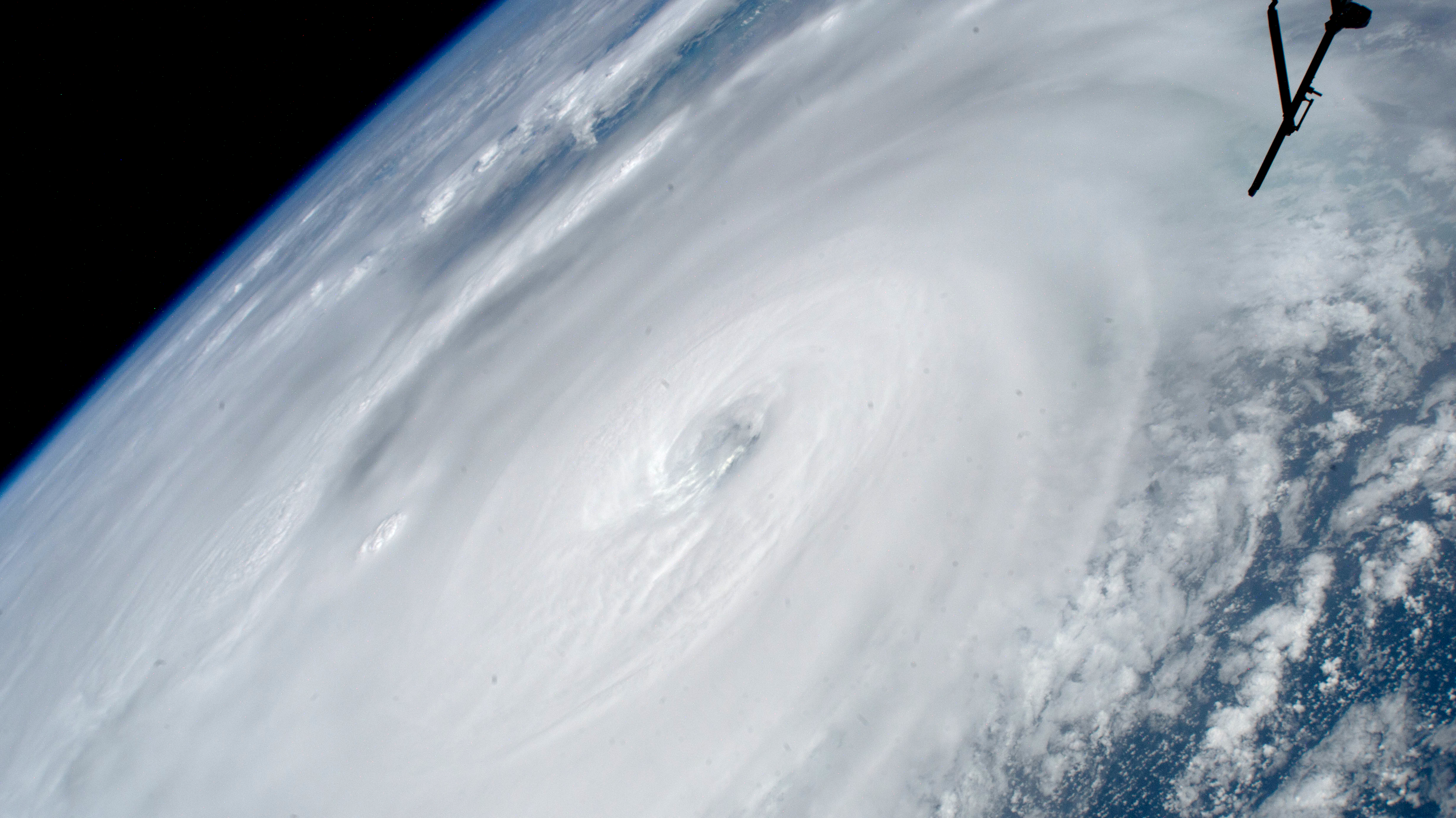
Ian aufgenommen von der ISS

Am 27. September traf Ian als starker Kategorie-3-Hurrikan mit anhaltenden Windgeschwindigkeiten von 205 km/h auf Kuba. Der Landfall erfolgte gemäß kubanischem Institut für Meteorologie um 3:22 Uhr Ortszeit nahe Höhe der Ortschaft La Coloma, südlich von Pinar del Río. Innerhalb von sieben Stunden zog der Hurrikan etwa auf dem 83. Längengrad von Süd nach Nord über Westkuba und verließ die Insel bei Cayo Levisa Richtung Golf von Mexiko.
Am 28. September erreichte der Hurrikan, nun schon vor der Westküste des südlichen Floridas befindlich, mit Windgeschwindigkeiten von bis zu 250 km/h den obersten Bereich der Kategorie 4. Im April 2023 veröffentlichte nachträgliche Analysen zeigten, dass die maximale Windgeschwindigkeit sogar 260 km/h betrug und Ian damit die Kategorie 5 erreicht hatte. Am Morgen (Ortszeit) dieses Tages war Ian mit seinem Auge etwa 50 km westlich der auf dem offenen Meer befindlichen Messstation Pulley Ridge westnordwestlich der Südspitze Floridas vorbeigezogen, wo Wellenhöhen von knapp 8 Metern und eine Wassertemperatur von 29 °C registriert wurden. Mit einer Messboje vor der Tampa Bay etwa 10 km vor der Küstenlinie, wo das Meer nur 12 m tief ist, wurde ebenfalls am Morgen in einem knappen halben Meter Tiefe eine Wassertemperatur von 28,8 °C gemessen.
Am Nachmittag (Ortszeit) des 28. September traf Ian mit Windgeschwindigkeiten von 240 km/h bei Cayo Costa Island nahe Cape Coral auf Land. Damit ist Ian gemessen an der Windgeschwindigkeit zusammen mit weiteren Hurrikans der fünftstärkste Hurrikan seit Beginn der Aufzeichnungen, der auf das US-Festland traf. Nur der Labor-Day-Hurrikan 1935, Camille 1969, Andrew 1992 und Michael 2018 hatten bei Landfall noch höhere Windgeschwindigkeiten. Er war zugleich der fünfte Hurrikan der beiden höchsten Kategorien 4 oder 5, der binnen sechs Jahren die USA traf. Sein Auge hatte zu diesem Zeitpunkt einen Durchmesser von ca. 60 km, Winde in Hurrikanstärke erstreckten sich über eine Breite von ca. 120 km.
Nach dem Landfall schwächte sich Ian im Verlauf sukzessive ab und war am 29. September, als er am Atlantik ankam, nur noch ein starker Tropensturm mit 100 km/h Windgeschwindigkeit. Am Abend des gleichen Tages um 21:00 UTC verstärkte er sich über dem dort zwischen 28 und 29 °C warmen Wasser wieder zu einem Kategorie-1-Hurrikan.
Als Kategorie-1-Hurrikan traf Ian am 30. September 2022 1805 UTC bei Georgetown im Bundesstaat South Carolina mit Windgeschwindigkeiten von 140 km/h erneut auf Land. Um 2100 UTC wurde das zu dieser Zeit über dem Nordosten South Carolinas befindliche System für posttropisch erklärt, wies aber mit 110 km/h immer noch eine knapp unter der Hurrikangrenze liegende Windgeschwindigkeit auf und zog in Richtung North Carolina.
Gegen Mittag (Ortszeit) des 1. Oktober lagen die Reste von Ian mit Windgeschwindigkeiten von nur noch 45 km/h über der Grenze North Carolina/Virginia. Das NHC beobachtete das System jedoch weiterhin, da es schwere Regenfälle über den Appalachen verursachte. Am 2. Oktober lag es mit Windgeschwindigkeiten von lediglich noch 25 km/h über dem Süden Virginias. An diesem Tag stellte das NHC die Warnungen vor Ian ein.

#### Auswirkungen

##### Kuba
Auf seinem Zug über Kuba richtete der Sturm schwere Sachschäden an Gebäuden und Infrastruktur an. Mehr als 50.000 Menschen wurden in den Provinzen Pinar del Río und Artemisa im Vorfeld in sichere Unterkünfte evakuiert. Bereits im Vorfeld war vor lebensbedrohlichen Sturmfluten bis 4,30 Meter, Orkanböen, Sturzfluten und Erdrutschen gewarnt worden.
Mit Eintreffenden des Hurrikans kam es zu überfluteten Straßen, umgestürzten Bäumen, zudem waren Internet und Telefonnutzung eingeschränkt. Auch die berühmten Tabakplantagen in der Region wurden stark in Mitleidenschaft gezogen. Die Provinzhauptstadt Pinar del Rio lag 1,5 Stunden im Auge des Sturms, mit den entsprechenden Verwüstungen. Aufgrund der Schäden, die der Hurrikan am Stromnetz hinterließ, fiel gegen 18 Uhr Ortszeit des 27. September in ganz Kuba der Strom aus, womit das ganze Land in völliger Dunkelheit lag. Das volle Schadensausmaß des Hurrikans war zu dem Zeitpunkt noch nicht absehbar. Über 24 Stunden später war der größte Teil des Landes noch immer ohne Strom. Mindestens drei Menschen kamen ums Leben, als ihre Häuser einstürzten.

##### USA
Vorbereitungen
In Vorbereitung auf den Sturm wurde für ganz Florida der Notstand verhängt. Im Zuge dessen wurden mehrere tausend Nationalgardisten mobilisiert, Bewohner gefährdeter Gebiete aufgefordert, ihre Häuser zu schützen, sich mit Lebensmittelvorräten sowie Trinkwasser einzudecken und sich auf Überflutungen und längere Stromausfälle einzustellen. Insgesamt wurden 2,5 Millionen Menschen in Florida aufgefordert, ihre Häuser zu verlassen. Auch in ganz Georgia wurde vorab der Notstand ausgerufen. Zudem wurde der Start der ursprünglich für den 27. September geplanten Artemis-1-Mission auf einen späteren Termin verschoben. Die Bewohner in und um die Gegend von Tampa Bay in Florida in den USA wurden währenddessen zur Evakuierung aufgefordert. Zwölf Ölplattformen im Golf von Mexiko wurden evakuiert. Damit fielen 11 % der Ölproduktion im Golf vorübergehend aus. Verschiedene Flughäfen, u. a. Tampa und Orlando, stellten den Flugbetrieb ein.
Das National Hurricane Center warnte am 28. September 1200 UTC vor einer „katastrophalen Sturmflut“ mit entsprechenden Winden und Überflutungen in Florida. Zu dem Zeitpunkt war Ian ein großer High-End-Kategorie-4-Hurrikan mit einem Kerndruck von 937 mb und 250 km/h Windgeschwindigkeit, dessen Windgeschwindigkeit noch 65 km vom Zentrum Hurrikanstärke bzw. 280 km vom Zentrum Tropensturmstärke erreichte. Das Hurricane Center prognostizierte am stärksten gefährdeten Abschnitt zwischen Englewood und Bonita Beach, das auch die Bucht Charlotte Harbor mit den dort liegenden Städten umfasste, eine Sturmflut mit einer Höhe von vier bis fünf Metern. Auch im weiter nördlich gelegenen Tampa Bay auf der Rückseite des Hurrikans wurden noch bis etwa zwei Meter Sturmflut für möglich gehalten. Gewarnt wurde zudem vor extremen Niederschlägen in Florida, Georgia und South Carolina, bei denen in Zentral- und Nordostflorida zwischen 300 und 450 Liter pro Quadratmeter fallen können, lokal auch 600 Liter pro Quadratmeter, die wahrscheinlich großflächige lebensbedrohliche katastrophale Überschwemmungen in Städten und Flüssen auslösen würden. Darüber hinaus werde es im Kernbereich des Hurrikans zu ebenfalls katastrophalen Sturmschäden kommen, auch das Entstehen einiger Tornados sei möglich. Eine Stunde später wurde die Sturmflutwarnung auf vier bis sechs Meter erhöht. Als begünstigender Faktor für katastrophale Auswirkungen eines Hurrikans gilt die in den letzten Jahren um 3 Millionen Einwohner gewachsene Bevölkerung Floridas und eine damit verbundene höhere Besiedelungsdichte sowie das Heranrücken der Bebauung an die Küste. Laut der Leiterin der Katastrophenschutzbehörde FEMA komme erschwerend hinzu, dass ein Hurrikan vom Format Ians die Gegenden Floridas, über die er voraussichtlich hinwegziehen wird, vor 100 Jahren das letzte Mal heimsuchte und es vor allem in jüngerer Zeit Zugezogenen an Erfahrung im Verhalten bei solchen Naturkatastrophen fehle. Der Gouverneur von Florida riet denjenigen, für die es für eine Evakuierung zu spät ist, sich zu verschanzen und zu verhalten, als würde ein Tornado aufziehen.
Nach Überquerung Floridas warnte das Hurricane Center vor heftigen Stürmen am Nachmittag dieses Tages an den Küsten von North und South Carolina und sintflutartigen Regenfällen in beiden Bundesstaaten sowie im Süden Virginias. Prognostiziert waren bis 200 Liter Regen pro Quadratmeter. US-Präsident Biden rief für South Carolina den Notstand aus.
Folgen

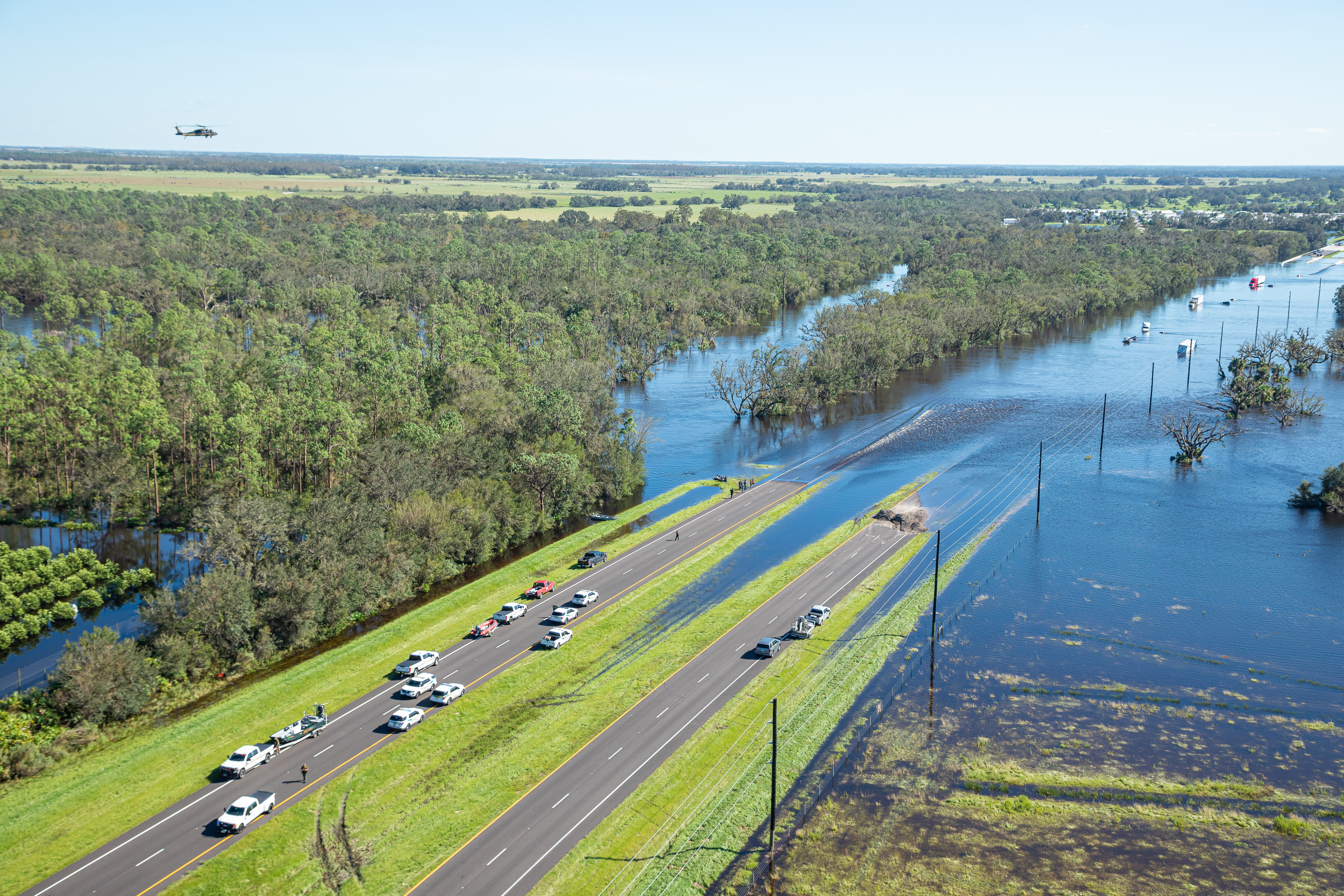
Überflutetes Land nach Ian

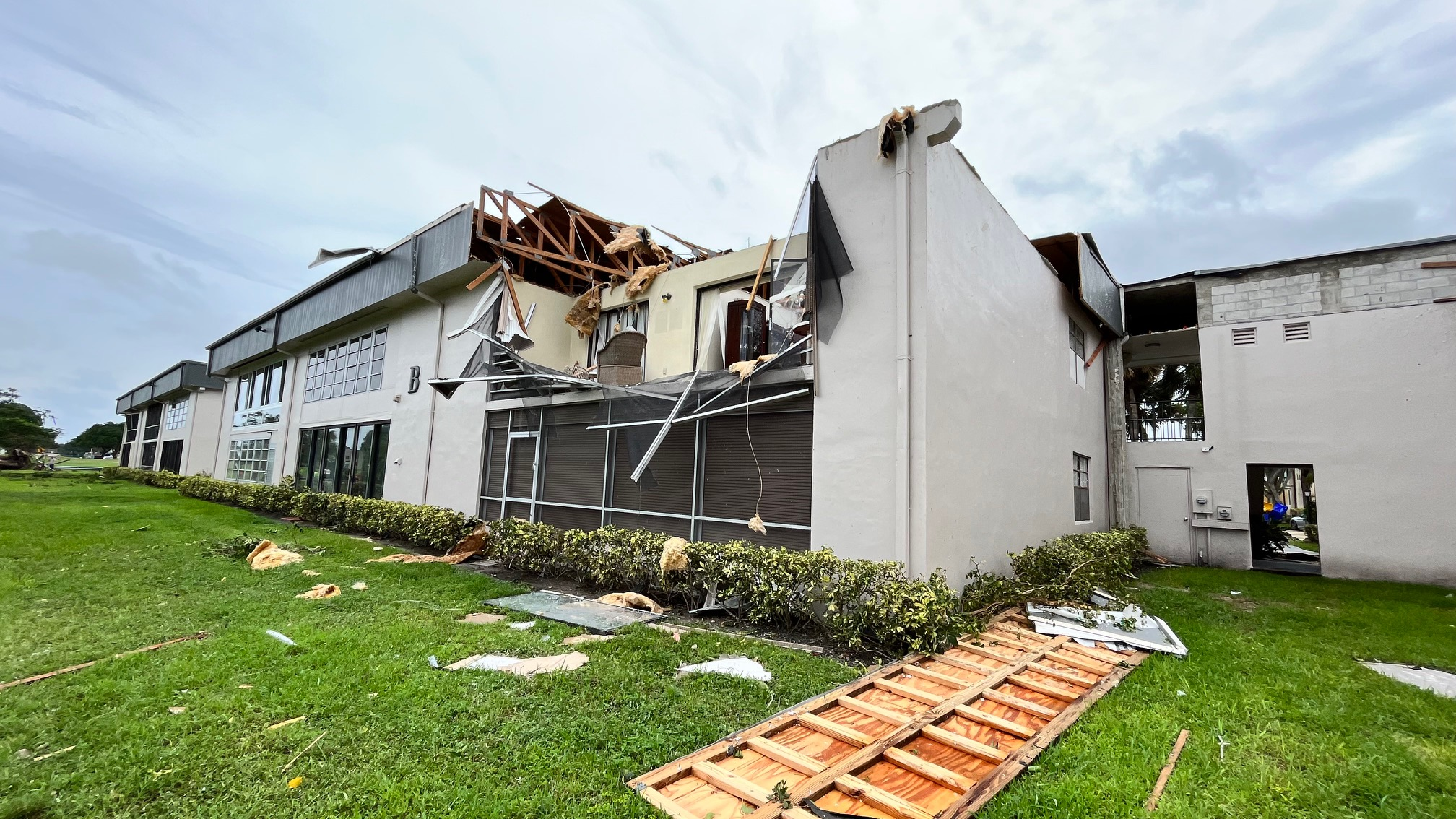
Durch einen Tornado schwer beschädigtes Haus

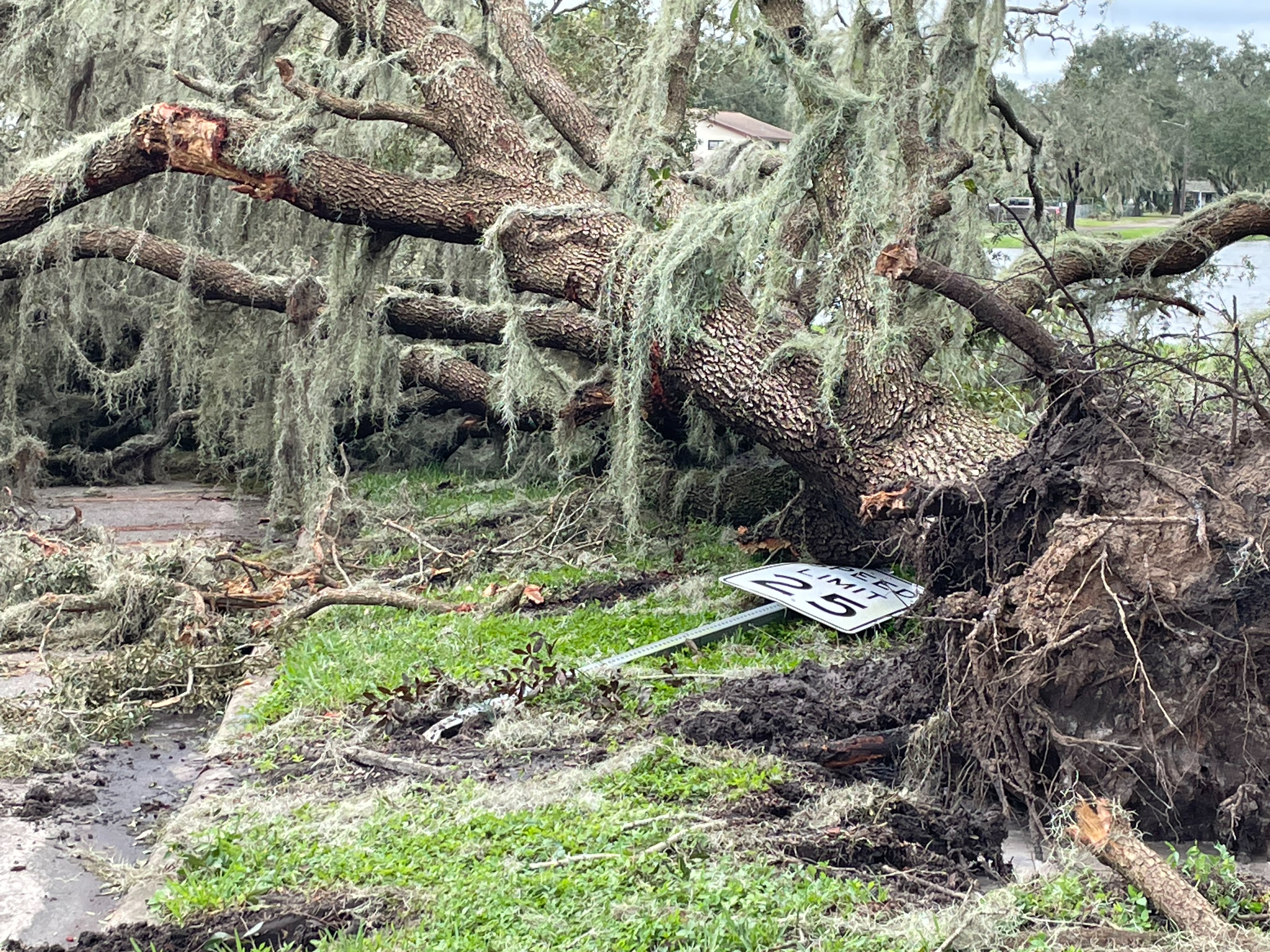
Umgestürzter Baum nach Ian

Ian brachte katastrophale Zerstörungen mit sich. Ein Risikomodellierungsunternehmen schätzte zwei Tage nach Landgang in Florida, dass Ian dort einen wirtschaftlichen Schaden von deutlich über 100 Mrd. US-Dollar verursacht hatte und in nominalen Werten der gemäß Schadenssumme teuerste Hurrikan in der Geschichte Floridas war. Die versicherten Schäden wurden in diesem Bericht auf ca. 63 Mrd. Dollar geschätzt. Die NOAA bezifferte die Schäden schließlich Anfang 2023 auf ca. 112,9 Mrd. US-Dollar, die Münchener Rückversicherung nannte am 31. Mai 2023 100 Milliarden Dollar. Damit war Ian die mit Abstand teuerste Naturkatastrophe des Jahres 2022 in den USA sowie der Hurrikan, der die dritthöchste Schadenssumme seit Beginn der Aufzeichnungen verursachte. Nur Hurrikan Katrina 2005 und Hurrikan Harvey 2017 verursachten noch höhere Schäden. Mindestens 152 Menschen starben in den USA durch den Hurrikan, darunter 146 in Florida, fünf in North Carolina und eine Person in Virgina. Ian ist damit der tödlichste Sturm in Florida seit 1935. Von den Opfern, darunter viele ältere Menschen, starben mindestens 54 durch Ertrinken. Etwa 10.000 Menschen wurden noch vermisst. US-Präsident Joe Biden befürchtete, dass Ian möglicherweise der tödlichste Hurrikan in der Geschichte Floridas gewesen sein könnte.
Noch vor Landfall ereigneten sich zudem 10 Tornados. Mehrere Kleinflugzeuge auf dem Flugplatz North Perry Airport in Hollywood wurden umgeworfen und beschädigt, möglicherweise durch einen Tornado. In der Nähe der Florida Keyssank ein Boot kurz nach dem Vorbeizug des Hurrikans. 23 Migranten wurden zunächst vermisst, drei von ihnen konnten später gerettet werden.
Bei Landfall verursachte Ian ersten vorläufigen Meldungen zufolge teils meterhohe Überschwemmungen in verschiedenen Städten wie Fort Myers Beach, Cape Coral und Naples. Große Teile von Lee County und Charlotte County standen nach Durchzug des Hurrikans unter Wasser, auch die Region um Orlando war von starken Überschwemmungen betroffen. Schätzungen vom Tag nach Landfall gehen von Tausenden zerstörten Wohnhäusern und Gewerbeimmobilien aus. Besonders schwer verwüstet wurde Fort Myers Beach. In einem in Fort Myers aufgenommenen Video sind überflutete Straßen, in denen unzählige Trümmer und ein ganzes Hausdach schwimmen, zu sehen. In verschiedenen Städten wurden Rekordsturmfluten gemeldet.
Auch wurden verschiedene Niederschlagsrekorde teils deutlich übertroffen. In Teilen Zentral und Ostfloridas fielen großflächig zwischen 250 und 500 Liter Regen, in den vier Counties Volusia, Orange, Seminole und Brevard wurden sogar mehr als 500 Liter Niederschlag gemessen. In New Smyrna Beach wurden rund 730 Liter Regen binnen 27 Stunden gemessen. In Orlando fiel binnen 24 Stunden 12,49 Zoll Regen (ca. 316 Liter/m²); der vorherige Rekord aus dem Jahr 1945 hatte bei 9,67 Zoll gelegen (ca. 245 Liter/m²). 13 Flüsse führten nach dem Hurrikan großes Hochwasser, vier erreichten nie zuvor gemessene Werte. Diese Überschwemmungen, gerade die von Flüssen, hielten teils tagelang an. Zeitweise waren zudem rund 2,7 Millionen Haushalte in Florida ohne Strom, mit Stand 1. Oktober waren es noch 1,2 Millionen. Die Brücke zur Insel Sanibel wurde zerstört.
Mit Stand 2. Oktober mussten mehr als 4.000 Menschen teils per Hubschrauber aus den Wassermassen oder ihren Gebäuden gerettet werden. Gouverneur Ron DeSantis nannte die Zerstörungen „historisch“ und erklärte, Florida habe noch nie eine solche Sturmflut und ein solches Hochwasser erlebt. Der Sheriff von Lee County erklärte, es könne Hunderte Tote geben.
Auch an der US-Ostküste verursachte Ian nach seinem zweiten Landfall erhebliche Schäden. In North Carolina und Virginia waren zeitweise mehr als 500.000 Haushalte ohne Strom, u. a. infolge von auf Stromleitungen umgestürzter Bäume. Georgetown wurde teilweise überflutet, Pawleys Island wurde von einer zwei Meter hohen Flutwelle in Mitleidenschaft gezogen.
Besonders gefährlich war Ian deswegen, weil er gleichzeitig sehr starke Winde, eine starke Flutwelle und enorme Regenfälle mit sich brachte und noch dazu ein relativ großer Hurrikan war. Ersten Erkenntnissen zufolge gab es eine mindestens 3,5 Meter hohe Flutwelle. Zudem fielen in manchen Gegenden 450 Liter Niederschlag pro Quadratmeter; da der Hurrikan aber Florida weiterhin beeinflusst, wird aber mit einer Fortsetzung der schweren Regenfälle gerechnet. Problematisch wirkte sich hier insbesondere die langsame Zuggeschwindigkeit aus, wodurch die Regenwolken sehr lange über den gleichen Regionen verweilen und dort besonders hohe Niederschläge verursachen können. Trotz der raschen Abschwächung des Wirbelsturms nach dem Auftreffen auf das Land war ein über 100 km breiter Streifen heftigen Unwettern ausgesetzt. Zu den starken Regenfällen trug neben der langsamen Zuggeschwindigkeit auch das mit 29 °C außerordentlich warme Wasser an der Ostküste Floridas bei. Beide Faktoren stehen in Verbindung mit der menschengemachten globalen Erwärmung.

### Tropischer Sturm Hermine
Am 23. September bildete sich zwischen den Kapverdischen Inseln und der Küste Mauretaniens das Tropische Tief Zehn. Wenige Stunden später, noch am gleichen Tag, wurde das Tief zum Tropischen Sturm Hermine heraufgestuft. Einen Tag später schwächte sich der Sturm wieder zu einem tropischen Tief ab. Auf den Kanarischen Inseln führten Ausläufer des nun posttropischen Sturms zu Felsabgängen, Überschwemmungen und Stromausfällen. Auf La Palma wurde am 25. September 2022 in La Galga mit 213 Litern pro Quadratmetern ein neuer Niederschlagsrekord an einem Tag registriert. Aufgrund hoher Windgeschwindigkeiten mussten 761 Flugverbindungen vorsorglich gestrichen werden.

### Tropisches Tief Elf
Am 28. September gegen Mittag Ortszeit entstand etwa 1000 km westlich der Kapverdischen Inseln das Tropische Tief Elf. Einen Tag später degenerierte das System zu einem Resttief, ohne sich zuvor zu einem Tropensturm verstärkt zu haben.

### Tropisches Tief Zwölf
Am 4. Oktober um 2100 UTC entstand etwa 700 km westlich der Kapverdischen Inseln das Tropische Tief Zwölf. Am 7. Oktober 2022 löste sich das Tief wieder auf.

### Hurrikan Julia

#### Verlauf
Am 6. Oktober entstand vor der Küste Venezuelas der potentielle tropische Sturm Dreizehn, der zu dieser Zeit mit seinem Kern etwa 100 km nördlich von Caracas lag. Die Wassertemperatur in der östlichen Karibik betrug zu dieser Zeit an der Messboje Nr. 42059, welche etwa auf der Mitte einer Linie Caracas–Dominikanische Republik installiert ist, 29,3 °C. Das NHC warnte vor schweren Regenfällen auf den ABC-Inseln und im Norden Venezuelas und Kolumbiens in den nächsten ein bis zwei Tagen. Am 7. Oktober wurde das westwärts ziehende System, als es sich etwa 150 bis 200 km nördlich der kolumbianischen Küstenstadt Santa Marta befand, zum Tropischen Sturm heraufgestuft. Am frühen Morgen (Ortszeit) des 8. Oktober erreichte Julia bereits Windgeschwindigkeiten von 95 km/h; das NHC erwartete eine rasche Intensivierung des Sturms zum Hurrikan noch am gleichen Tage, welche am Abend etwa 150 bis 200 km vor der Ostküste Nicaraguas auch eintrat. Es warnte vor schweren Regenfällen, vor Sturzfluten und Muren in Mittelamerika am Wochenende 8. / 9. Oktober und zu Beginn der darauffolgenden Woche auch in Südmexiko.
Am 9. Oktober gegen 03:15 Ortszeit traf Julia mit Geschwindigkeiten von 140 km/h in Nicaragua im Bereich von Laguna da Perlas in der Verwaltungseinheit Región Autónoma de la Costa Caribe Sur auf Land.
Julia verlor bei der Überquerung Mittelamerikas rasch an Kraft und rotierte am Morgen (Ortszeit) des 10. Oktober als Tropischer Sturm über der Pazifikküste El Salvadors. Im weiteren Tagesverlauf löste sich das System vor der Küste auf.

#### Folgen
Es gab in Nicaragua und Honduras Überschwemmungen. In El Salvador wurde der Notstand ausgerufen. In Nicaragua waren einige Straßen durch umgestürzte Bäume blockiert. Auf der kolumbianischen Insel San Andrés wurden nach offiziellen Angaben zwei Häuser zerstört und 101 beschädigt. Mindestens 35 Menschen starben in Mittelamerika, 14 in Guatemala, zehn in El Salvador, fünf in Nicaragua und vier in Honduras und zwei in Panama. Allein in Nicaragua sollen Schäden von 400 Millionen US-Dollar entstanden sein.
In Las Tejerias in Venezuela löste Starkregen nach Durchzug des Sturms einen Erdrutsch aus, bei dem 54 Menschen ums Leben kamen. Gemäß Caritas wurden in Venezuela ca. 22.000 Unterkünfte und Häuser von Überschwemmungen und Erdrutschen in Mitleidenschaft gezogen.

### Tropischer Sturm Karl
Am 11. Oktober abends (UTC) bildete sich im Golf von Mexiko der Tropische Sturm Karl. Am 15. Oktober wurde der Sturm noch vor Landfall in Mexiko posttropisch.

### Hurrikan Lisa
Am 31. Oktober bildete sich südlich von Jamaika der Tropische Sturm Lisa. Es wird vorhergesagt, dass er am 2. November im Gebiet von Belize und der mexikanischen Halbinsel Yucatán auf Land treffen wird. Am 2. November 2022 wurde der Sturm zum Kategorie-1-Hurrikan heraufgestuft. Das NHC warnte vor hurrikanartigen Bedingungen unter anderem an der Küste Belizes sowie vor Sturzfluten in Teilen Belizes und Südostmexikos sowie in Norden Guatemalas.
Am 2. November gegen 21:20 UTC traf Lisa mit anhaltenden Windgeschwindigkeiten von 140 km/h ca. 15 km südwestlich von Belize City auf Land. Anschließend zog der Hurrikan direkt über die Stadt. Er verursachte dort großflächige Überflutungen durch hohen Wellengang und starken Regen, warf Lichtmasten um, deckte einige Dächer ab und sorgte für Stromausfälle bei den meisten Abnehmern. Der Flugplatz der Hauptstadt musste vorübergehend geschlossen werden. Der Premierminister des Landes sprach von großen Schäden und Vermögensverlusten. Lisa schwächte sich bei der Überquerung Yucatáns zum Tropischen Tief mit zuletzt nur noch 45 km/h ab. Am 4. November erreichte sie die Bucht von Campeche und somit das warme Wasser des Golfs von Mexiko. Dort wurden um 11.30 h Ortszeit mit der Meßboje Nr. 42055, knapp 400 km nordöstlich von Veracruz, 27,8 °C gemessen. Der Betrieb der Ölförderanlagen in der Bucht von Campeche wurde vorsichtshalber gestoppt.
Am 5. November 2022 löste sich Lisa zu einem Resttief auf.

### Hurrikan Martin
Am 1. November 2022 bildete sich im nördlichen Atlantik der Tropische Sturm Martin. Am 2. November wurde das System zum Kategorie-1-Hurrikan heraufgestuft. Damit kam es erst zum dritten Mal seit Beginn der Aufzeichnungen dazu, dass im Atlantik mit Martin und Lisa zeitgleich zwei Hurrikans im November existierten. Die Intensivierung erfolgte infolge der für diese Jahreszeit und Meeresregion außergewöhnlich warmen Wassertemperaturen von ca. 25 °C sowie kalter Höhenluft, die auch eine weitere Verstärkung wahrscheinlich machen. Anschließend zog er als Hurrikan weiter nach Norden und erreichte 45.6°N, womit er der nördlichste Hurrikan im Atlantik zu dieser Jahreszeit seit Beginn der Aufzeichnungen wurde, bevor er sich in einen extratropischen Sturm umzuwandeln begann. Obwohl er keine Bedrohung für Land darstellte, wurde damit gerechnet, dass Martin in Teilen an Küstenteilen Kanadas und Europas sowie der Azoren starke Wellen verursachen wird.
Am Abend des 3. November Ortszeit wurde Martin zum posttropischen Sturm herabgestuft, hatte zu dieser Zeit bereits den 50. Breitengrad erreicht und wies immer noch Windgeschwindigkeiten von 130 km/h sowie einen extrem niedrigen Kerndruck von 950 hPa auf. Zudem war seine Zuggeschwindigkeit äußerst rasant: Mit etwa 95 km/h zog Ex-Martin gegen 9:00 PM GMT nach Nordnordosten. Zu dieser Zeit stellte die NOAA die Warnungen zu Martin ein. Stattdessen erschienen die energiereichen Überreste des Wirbelsturms am 4. November auf der Europa erfassenden Wetterkarte der österreichischen ZAMG, welche das System um 12:00 UTC als ein mächtiges Tiefdruckgebiet mit einem nochmals deutlich, bis auf 936 mbar gesunkenen Kerndruck südwestlich von Island auswies. Die Ausläufer der Warmfront an der Vorderseite des Tiefs reichten bis in die Biskaya.

### Hurrikan Nicole

#### Verlauf
Am 7. November formte sich der subtropische Sturm Nicole aus einem Tief nördlich von Puerto Rico. Es wurde vorhergesagt, dass der Sturm nach seinem Zug über die Bahamas mit Hurrikan-Stärke auf Florida treffen könnte. Am 8. November wandelte sich Nicole zum Tropischen Sturm um. Nicole war zu dem Zeitpunkt ein außergewöhnlich großer Sturm, dessen Windfeld größer war als ganz Florida. Im Zuggebiet des Sturms herrschten für die Jahreszeit um 1 Grad über dem Durchschnitt liegende Wassertemperaturen von 27–28 °C. Da zugleich jedoch eine hohe Windscherung sowie viel trockene Luft vorherrschte, wurde nur eine moderate Entwicklung zum Kategorie-1-Hurrikan prognostiziert. Durch die trockene Luft wird auch mit vergleichsweise moderatem Niederschlag für einen Hurrikan gerechnet. Prognostiziert sind ca. 75 bis 125 Liter/m² für Florida und 50 bis 100 Liter in den Mitte-Atlantik-Staaten und der Nordostküste. Allerdings führt der St. Johns River in Florida nach Durchzug von Hurrikan Ian Ende September immer noch ein mittleres Hochwasser.
Am 9. November gegen 12 Uhr EST traf der Sturm mit Windgeschwindigkeiten von 110 km/h und damit knapp unter Hurrikanstärke auf die zu den Bahamas zählende Insel Abaco. Am Abend des gleichen Tages erreichte Nicole etwa 150 bis 200 km vor der Ostküste Floridas Hurrikanstärke und hielt mit etwa 20 km/h in westnordwestlicher Richtung auf diese zu.
Am 10. November traf Nicole mit anhaltenden Windgeschwindigkeiten von 120 km/h bei Vero Beach auf Florida. Damit ist Nicole einer von nur vier Hurrikans, die nach Oktober auf das US-amerikanische Festland trafen; nur Hurrikan Kate traf 1985 noch später im Kalenderjahr auf Land. Ebenfalls stellte Nicole einen neuen Rekord für den niedrigsten Kerndruck eines Hurrikans im Monat November auf. Nach dem Landfall schwächte sich der Sturm sukzessive zum Tropischen Tief ab. Am 11. November wurde das System auf seinem Zug über die Mitte-Atlantik und Ostküstenstaaten nach Norden etwa auf Höhe von Virginia posttropisch.

#### Auswirkungen
Der Hurrikan verursachte eine schwere Sturmflut, die Überflutungen von Florida bis hoch nach North Carolina auslöste, obwohl er bei Ebbe an Land ging. In Volusia County wurden zahlreiche Gebäude nahe der Küste von Wind- und Flutwelle beschädigt, mindestens 49 davon wurden als „unsicher“ erklärt. Mehrere Häuser wurden so stark durch Unterspülung, Küstenerosion o. ä. getroffen, dass sie ins Meer stürzten. Der County Manager sprach davon, dass „die strukturellen Schäden an der Küstenlinie […] beispiellos“ seien. Da unter den betroffenen Gebäuden auch mindestens zwei Dutzend Hotels und Wohnkomplexe waren, mussten ca. 500 Menschen vor allem höheren Alters aus ihren Wohnungen evakuiert werden.
Nicole brachte neben großen Windgeschwindigkeiten schwere Regenfälle über Teile Floridas. Bei Union Park wurden rund 150 Liter Regen pro Quadratmeter registriert. Der St. Johns River erlebte sein drittgrößtes Hochwasser seit Beginn der Aufzeichnungen. Der Rekordwert war erst wenige Wochen zuvor bei Hurrikan Ian aufgestellt worden, wodurch der Fluss vor der Ankunft von Hurricane Nicole noch immer ein mittleres Hochwasser geführt hatte. Nicole löste zudem große Wellen aus, unter anderem wurde ca. 220 km vor Cape Canaveral eine ca. 10 m hohe Welle registriert. Mindestens 350.000 Haushalte in Florida waren aufgrund des Sturms ohne Strom. Erste Abschätzungen gehen davon aus, dass sich die Schäden durch Nicole auf eine Milliardensumme beziffern.
Mindestens 11 Menschen starben durch den Hurrikan, darunter fünf in den Vereinigten Staaten und sechs in der Dominikanischen Republik.
Nach Hurrikan „Ian“ brachte Nicole erneut den Zeitplan der NASA-Mondmission „Artemis 1“ durcheinander. Nachdem Böen von bis zu 161 km/h (in 142 m Höhe an der Startrampe gemessen) leichte Schäden an der Trägerrakete verursachten, musste der wegen „Ian“ bereits einmal verschobene und nun auf den 14. November verlegte Start erneut aufgeschoben werden.

## Sturmnamen
Die nachfolgende Namensliste wurde für die tropischen und subtropischen Stürme verwendet, die sich 2022 im Nordatlantik bildeten. Diese Liste war dieselbe wie die während der Saison 2016 verwendete, mit Ausnahme der Namen Martin und Owen, die Matthew und Otto ersetzt haben. Im März 2023 teilte die World Meteorological Organization (WMO) mit, dass Fiona und Ian aufgrund ihrer starken Auswirkungen zukünftig nicht mehr als Sturmnamen verwendet und durch Farrah und Idris ersetzt werden. Zusammen mit den nicht gestrichenen Namen werden diese Namen in der Saison 2028 das nächste Mal eingesetzt.
| - Alex - Bonnie - Colin - Danielle - Earl - Fiona - Gaston | - Hermine - Ian - Julia - Karl - Lisa - Martin - Nicole | - (Owen) - (Paula) - (Richard) - (Shary) - (Tobias) - (Virginie) - (Walter) |

Falls sich während der Saison mehr als 21 benannte Stürme gebildet hätten, wären die weiteren Namen von einer Ersatznamensliste genommen worden. Diese Praxis wurde 2021 neu eingeführt. Zuvor wurde in einem solchen Fall das griechische Alphabet verwendet, wie das 2005 und 2020 geschehen ist. Dieses Verfahren wurde aber nach der Saison 2020 beendet, weil damit verschiedene Nachteile verbunden waren, etwa die Ähnlichkeit der Namen Zeta, Eta und Theta im Rundfunk.
| Name             | Dauer                      | Spitzenklassifikation | andauernde Windgeschwindigkeiten | Luftdruck | betroffene Gebiete                                                                              | Schäden (USD) | Tote      | Belege |
| ---------------- | -------------------------- | --------------------- | -------------------------------- | --------- | ----------------------------------------------------------------------------------------------- | ------------- | --------- | ------ |
| Alex             | 5. Juni bis 6. Juni        | Tropischer Sturm      | 100 km/h                         | 991 hPa   | Ostmexiko, Kuba, Florida, Bahamas, Bermuda                                                      | ?             | 3         |        |
| Bonnie           | 1. Juli bis 2. Juli        | Tropischer Sturm      | 85 km/h                          | 997 hPa   | Trinidad und Tobago, Grenada, Venezuela, Kolumbien, Costa Rica                                  | ?             | 5         |        |
| Colin            | 2. Juli bis 3. Juli        | Tropischer Sturm      | 65 km/h                          | 1011 hPa  | South Carolina, North Carolina                                                                  | 0             | 1         |        |
| Danielle         | 1. Sep. bis 8. Sep.        | Kategorie-1-Hurrikan  | 140 km/h                         | 972 hPa   |                                                                                                 | ?             | ?         |        |
| Earl             | 2. Sep. bis 10. September  | Kategorie-2-Hurrikan  | 165 km/h                         | 954 hPa   | Bermuda                                                                                         | ?             | 0         | [ 44 ] |
| Fiona            | 14. Sep. bis 23. September | Kategorie-4-Hurrikan  | 215 km/h                         | 932 hPa   | Nord-Ost-Karibik, Guadeloupe, Puerto Rico, Haiti, Dominikanische Republik, Bermuda, Neufundland | ?             | 31        |        |
| Gaston           | 20. Sep. bis 26. September | Tropischer Sturm      | 100 km/h                         | 999 hPa   | Azoren                                                                                          | ?             | ?         |        |
| Ian              | 23. Sep. bis 2. Oktober    | Kategorie-5-Hurrikan  | 260 km/h                         | 937 hPa   | Jamaika, Cayman Islands, Kuba, Florida, US-Ostküste                                             | 112,9 Mrd.    | mind. 157 |        |
| Hermine          | 23. Sep. bis 25. September | Tropischer Sturm      | 65 km/h                          | 1002 hPa  | Westküste Afrikas, Kapverdische Inseln, Kanarische Inseln                                       | ?             | ?         |        |
| Elf              | 28. Sep. bis 29. September | Tropisches Tief       | 55 km/h                          | 1008 hPa  |                                                                                                 | ?             | ?         |        |
| Zwölf            | 4. Okt. bis 7. Oktober     | Tropisches Tief       | 55 km/h                          | 1007 hPa  |                                                                                                 | ?             | ?         |        |
| Julia            | 6. Okt. bis 10. Oktober    | Kategorie-1-Hurrikan  | 140 km/h                         | 982 hPa   | Trinidad und Tobago, Venezuela, ABC-Inseln, Kolumbien, Guatemala, El Salvador, Honduras, Mexiko | 400 Mio.      | 89        |        |
| Karl             | 11. Okt. bis 15. Oktober   | Tropischer Sturm      | 95 km/h                          | 998 hPa   | Mexiko                                                                                          | ?             | ?         |        |
| Lisa             | 31. Okt. bis 5. November   | Kategorie-1-Hurrikan  | 140 km/h                         | 987 hPa   | Inseln über dem Winde Jamaika, Cayman Islands, Honduras, Belize, Mexiko, Zentralamerika         | ?             | ?         |        |
| Martin           | 1. Nov. bis 3. November    | Kategorie-1-Hurrikan  | 140 km/h                         | 960 hPa   | -                                                                                               | ?             | ?         |        |
| Nicole           | 7. Nov. bis 11. November   | Kategorie-1-Hurrikan  | 120 km/h                         | 980 hPa   | Bahamas, Florida, US-Ostküste                                                                   | ?             | 11        |        |
| Saison insgesamt |                            |                       |                                  |           |                                                                                                 |               |           |        |
| 16 Systeme       | 5. Juni bis 11. November   |                       | 260 km/h                         | 932 hPa   |                                                                                                 | ?             | 297       |        |